# Монсеррат (Буэнос-Айрес)
Монсерра́т (исп. barrio Monserrat) — район Буэнос-Айреса, расположенный в исторической части города. Население района составляет 43 560 жителей (2010 г.). Район ограничен улицами: проспект Авенида Ривадавия, Бартоломе Митре, Ла Рабида, Инхеньеро Уэрго, проспектом Авенида Индепенденсия и проспектом Авенида Энтре-Риос. Район граничит с районами: Сан-Николас, Пуэрто-Мадеро, Сан-Тельмо и Конститусьон.

## История

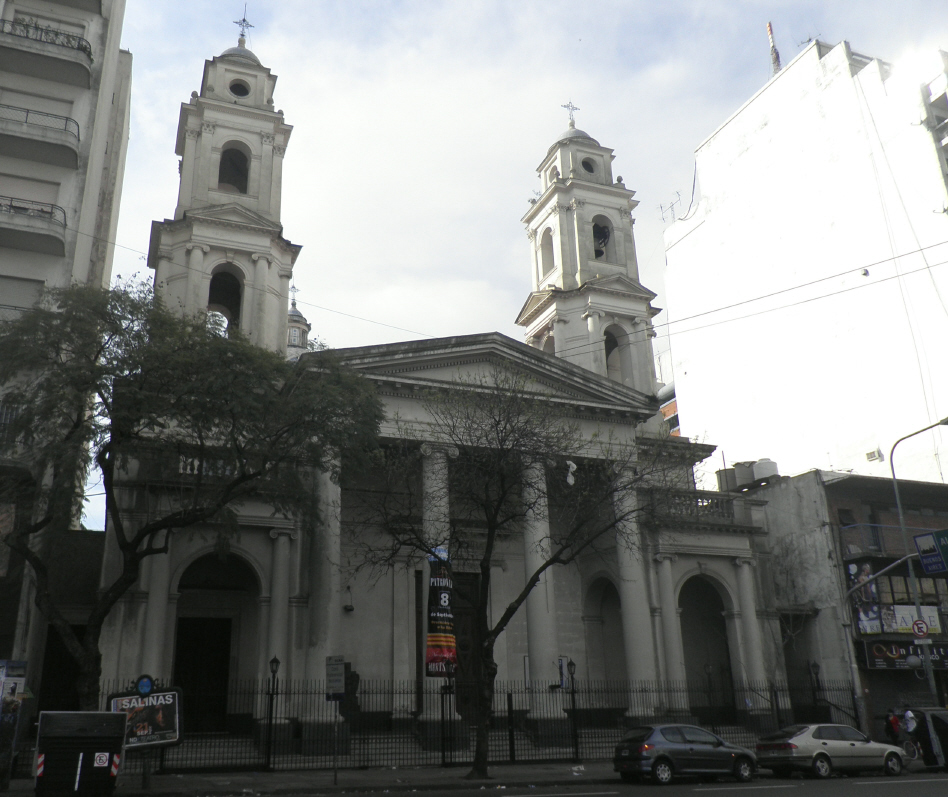
Церковь Девы Марии Монсерратской, дала название району

Название района Монсеррат появилось в 1750 году, когда по проекту архитектора Антонио Мазелла был построен собор Iglesia Parroquial de Monserrat. В соборе находится скульптура, копия Чёрной Девы Монсерратской, из монастыря Монсеррат, расположенного под Барселоной.
В 1734 году район входит в административное деление города, губернатор Мигель де Сальседо утвердил создание Comisarios de Barrio (руководства района) и что является существенным, в документах того времени указан совет района Монсеррат. Хотя в этом документе нет названия района, он фигурирует под именем Сан-Хуан.
Третьего октября 1769 года губернатор утвердил деление района на восемь кварталов.
В восемнадцатом и девятнадцатом веках район был ограничен улицей Пьедрас на севере и Площадью Мая на юго-западе. На протяжении этого времени, район также называли «Соседский район» или «Чёрный Квартал», что указывало на большое количество живущих в районе выходцев из Африки.
В 1969 году тогдашний мэр Буэнос-Айреса Сатурнино Монтеро Руис, изменил границы района на их нынешнее расположение.

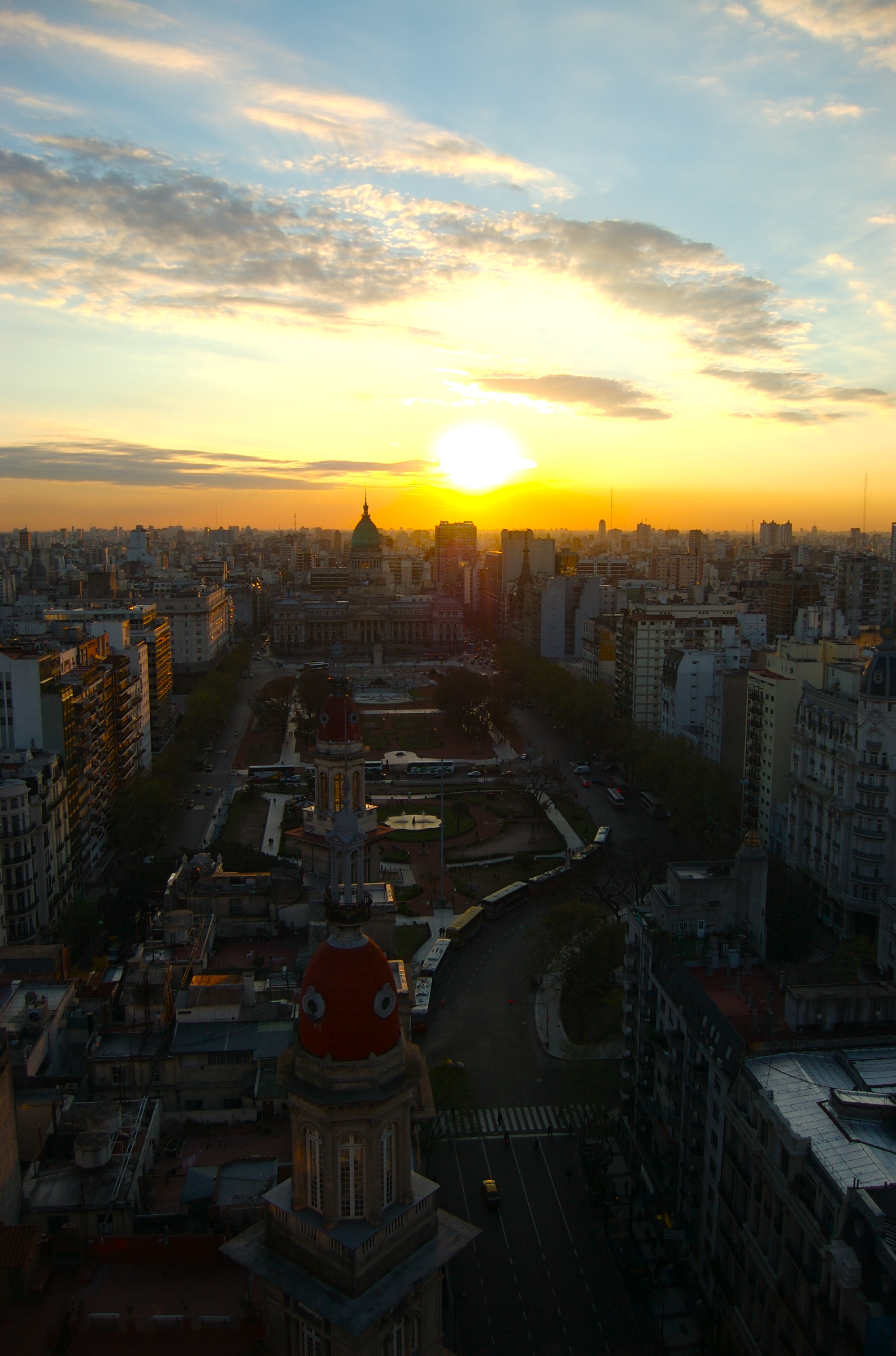
Площадь Конгресса, расположенная в северо-западной части района Монсеррат

С того времени часть района, расположенную по соседству с Площадью Мая, неоднократно путают с окрестностями района Сан-Тельмо, который заканчивается на улице Чили. В то же время, район, прилегающий к площади Конгресса часто называют «Конгресс» из-за его близости к зданию Национального конгресса и это имя носит станция метро линии «A». Эти наименования сделали район Монсеррат практически незаметным. Эти нововведения, фактически игнорируют территорию района.
С 1989 года «Ассоциация развития Монсеррата» выпускает журнал «Наш Монсеррат» и «Институт истории города Буэнос-Айреса» выполняет работу, способствующую признанию района. Также в районе существует «Совет развития исторического района Монсеррат».
До конца XX века границы района Монсеррат оставались размытыми и многие игнорировали их, но район постепенно начинает восстанавливать свои позиции. В 1997 году администрация Буэнос-Айреса создала ряд программ по развитию исторических районов, таких как: Сан-Тельмо и Монсеррат, с этой целью правительство Буэнос-Айреса выделяет ресурсы для восстановления исторических зданий и культурного наследия города.

## Достопримечательности
В районе расположены: Ратуша Буэнос-Айреса, Каса-Росада, Площадь Мая, Площадь Конгресса находящаяся перед зданием конгресса Аргентины (находится в районе Бальванера), Здание таможни, церкви Монсеррат, San Francisco и Nuestra Señora del Rosario, монастырь Санто-Доминго и улица мая с расположенными на ней старинными зданиями, такие как Teatro Avenida.
Также в районе находится историческое здание Manzana de las Luces, в котором раньше располагался Университет Буэнос-Айреса, Министерство культуры Буэнос-Айреса  в здании, признанным национальным историческим памятником. Некоторую известность имеют: церковь Сан-Игнасио, Colegio Nacional de Buenos Aires и Паласио Бароло, расположенный на углу улиц Мая и Иполито Иригойена
День района Монсеррат отмечается 8 сентября, но эта дата оспаривается.

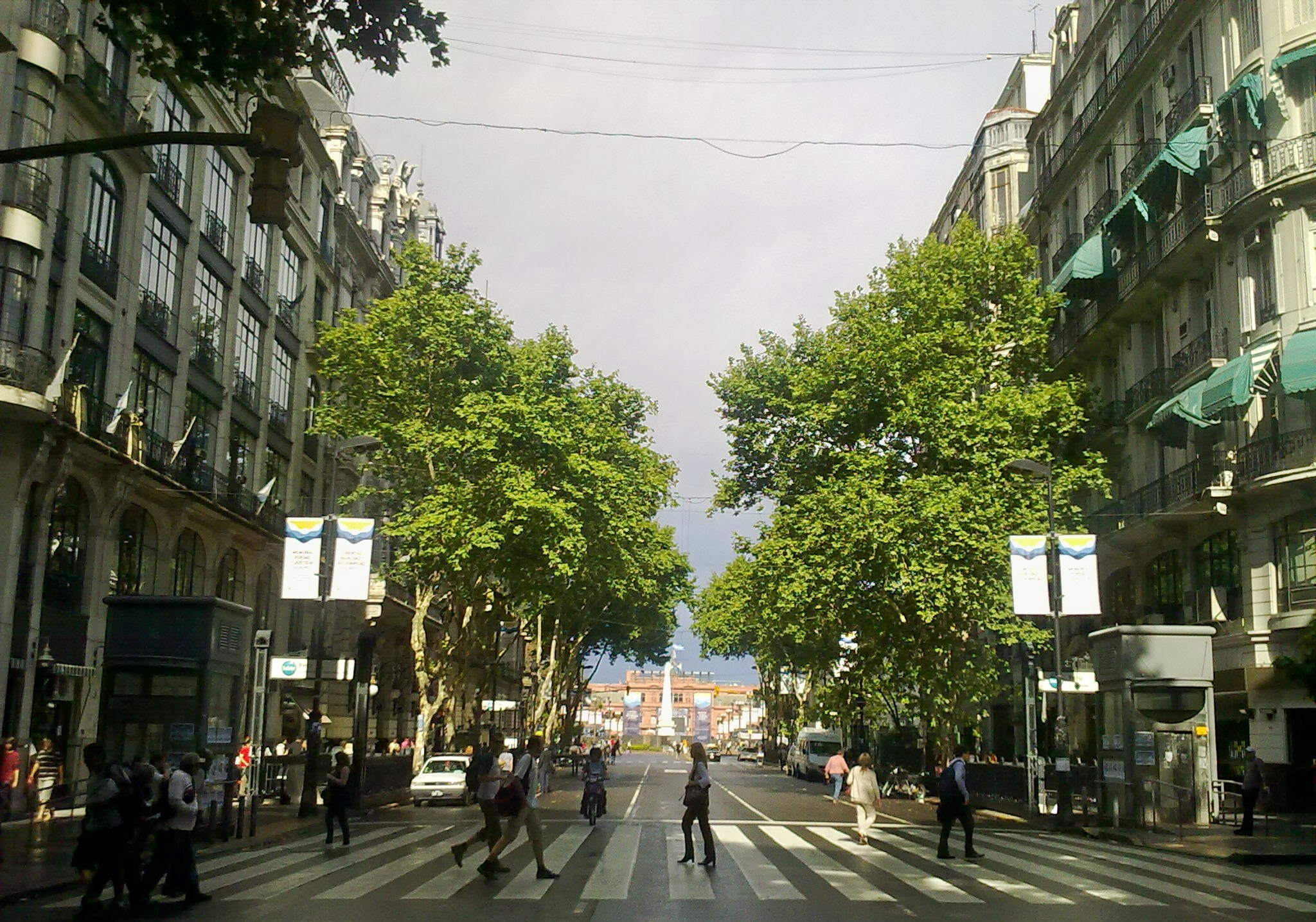
Авенида де Майо. На заднем плане Площадь мая и Каса-Росада.

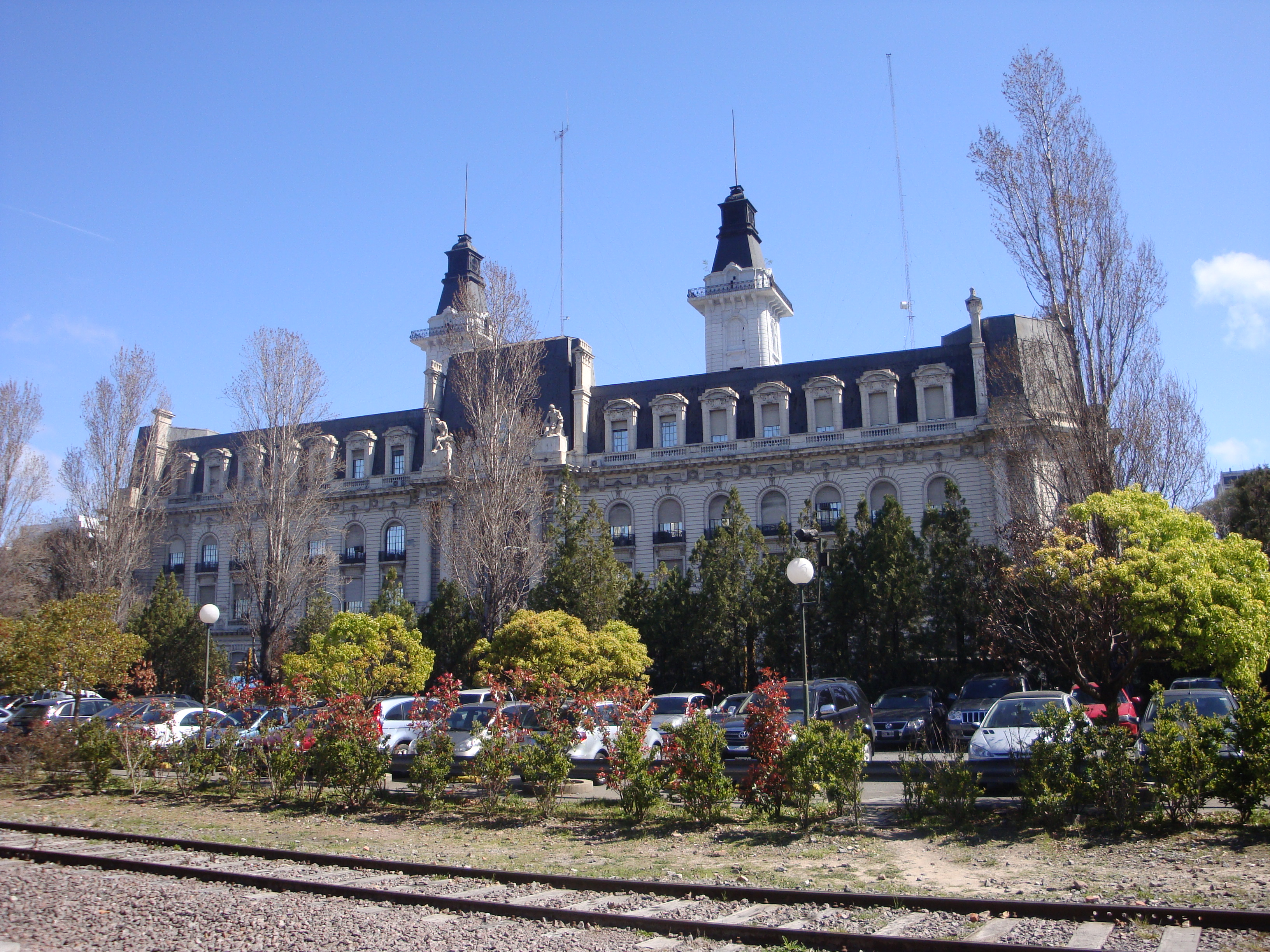
Здание таможни со стороны улицы Алисии Моро де Хусто.

## Герб района
В 1989 году в Буэнос-Айресе состоялся конкурс на котором был выбран герб района. Гербом района Монсеррат был выбран проект художницы Марии Хулии Марин.
Описание:
- Белый голубь присутствует на гербе района со второй половины XVII века. Он представляет собой Святого Духа, который является частью Святой Троицы (это имя, которым Хуан де Гарай назвал город Буэнос-Айрес).
- Алтарь, является символом Чёрной Девы Монсерратской, именем которой назван район.
- Старое дерево, намекает на долгую историю района.
- Бык, изображён в честь корриды проходившей в городе в XVIII веке.
- Два бойцовых петуха, намекают на обычное увлечение в этой местности.
- Барабан, символ чернокожего населения в районе, которое является значительным в районе Монсеррат. В районе Монсеррат существовал квартал «Barrio del Mondongo», со значительным негритянским населением.